# Хорхе, Фернандо
Фернандо Даян Хорхе Энрикес (исп. Fernando Dayán Jorge Enríquez; род. 3 декабря 1998, Сьенфуэгос) — кубинский гребец-каноист, олимпийский чемпион 2020 года, многократный призёр чемпионатов мира.
В 2022 году сбежал с Кубы во время Панамериканского чемпионата в Мексике.

## Биография
Фернандо Хорхе родился 3 декабря 1998 года. Начал заниматься спортом в Сьенфуэгосе. С греблей Фернандо Хорхе познакомил отец.
Учился в Университете Мануэля Фахардо в Гаване.

## Карьера
В конце 2015 года стал активно выступать в каноэ-двойке вместе с Сергеем Торресом, который старше Хорхе на 12 лет.
На Олимпийских играх 2016 года Хорхе и Торрес заняли шестое место на дистанции 1000 м.
В 2017 году Хорхе и Торрес выиграли золото на этапе Кубка мира в Монтеморе-у-Велью, а также стали вторыми в Сегеде. Они также завоевали серебряную медаль на чемпионате мира в Рачице с результатом 3.31,955.
В 2018 году кубинцы стали первыми на Панамериканском чемпионате в канадском Дартмуте. Хорхе также выступил в одиночном разряде и тоже завоевал золото. В том же году кубинская двойка завоевала золото на этапе Кубка мира в Сегеде, а также выиграла второе серебро подряд на чемпионате мира в Португалии. Фернандо Хорхе также участвовал в длинной одиночной дистанции на 5000 м и завоевал серебро.
В 2019 году Торрес и Хорхе завоевали золото на Панамериканских играх в Лиме, а затем Фернандо завоевал серебро в одиночке на 1000 м. На чемпионате мира в Сегеде они вновь стали вторыми, а Хорхе также участвовал в каноэ-одиночке на 5000 м и на этот раз завоевал бронзу.
В 2021 году на этапе Кубка мира в Барнауле Фернандо Хорхе завоевал золото в одиночке на 1000 м. На Олимпийских играх в Токио, перенесённых из-за пандемии, Торрес и Хорхе стали олимпийскими чемпионами в двойке. В одиночке Фернандо также принял участие и стал седьмым.